# Калинина (Омская область)
Калинина — упразднённая деревня в Тарском районе Омской области России. Входила в состав Самсоновского сельского поселения. Упразднена в 2008 г.

## География
Деревня располагалось в 7,5 км к западу от деревни Крапивка, на правом берегу реки Уй.

## История
Основана в 1921 г. как трудовая земельная артель. В 1928 г. выселок Калинина состоял из 7 хозяйств, основное население — белоруссы. В административном отношении входил в состав Крапивского сельсовета Знаменского района Тарского округа Сибирского края.

## Население
| 1926 | 2002 |
| ---- | ---- |
| 38   | ↘2   |

Национальный состав
Согласно результатам переписи 2002 года, в национальной структуре населения русские составляли 100 % от общей численности населения.